# アデル・ド・サヴォワ
アデル・ド・サヴォワ（Adèle de Savoie, 1092年 - 1154年11月18日）は、フランス王ルイ6世の2番目の王妃。アデル・ド・モーリエンヌ（Adèle de Maurienne）とも呼ばれ、名前はまたアデライード（Adélaïde）、アリックス（Alix）とも呼ばれる。父はサヴォイア伯ウンベルト2世、母はブルゴーニュ伯ギヨーム1世の娘ジゼルで、ローマ教皇カリストゥス2世の姪に当たる。
1115年にルイ6世と結婚し、7男2女をもうけた。
1137年に次男ルイ7世が即位すると母后として権勢を振るおうとしたが、息子の嫁アリエノール・ダキテーヌと対立、パリの宮廷から出てコンピエーニュの領地に引き籠り、マチュー1世・ド・モンモランシーと再婚した。1144年のサン＝ドニ大聖堂献堂式には息子夫婦と共に出席している。
1154年、死去。パリのサン＝ピエール・ド・モンマルトル教会（Église Saint-Pierre de Montmartre）に埋葬された。

## 子女
最初の夫ルイ6世との間に7男2女をもうけた。
- フィリップ（1116年 - 1131年） - 父王在位中に共同王位についた（1129年 - 1131年）。
- ルイ7世（1120年 - 1180年） - フランス王
- アンリ（1121年 - 1175年） - ランス大司教
- ユーグ（1122年頃）
- ロベール（1123年頃 - 1188年） - ドルー伯、ドルー家の祖。
- コンスタンス（1124年頃 - 1176年） - ブローニュ伯ウスタシュ4世と結婚、後にトゥールーズ伯レーモン5世と再婚
- フィリップ（1125年 - 1161年） - パリ司教
- ピエール（1125年頃 - 1183年） - クルトネー領主、クルトネー家の祖。
- 女子（夭逝）

2番目の夫マチュー1世との間に1女をもうけた。
- アデル（生没年不詳）